# 少女離家記
《青春禁不住》（英語：Mustang） 是一部2015年法国、土耳其和德国合拍的剧情片，为土耳其裔法国女导演丹妮絲·坎澤·艾胡芬的导演处女作，入选2015年戛纳电影节导演双周单元并赢得Europa Cinemas Label奖。获得第73届金球奖最佳外语片提名和第88届奥斯卡金像奖最佳外语片提名。

## 剧情
初夏，在土耳其北部的一个村庄里，拉蕾和她的四个姐姐走在放学回家的路上，她们和男同学们在海边天真烂漫地打闹的行为却被当地保守的村民当成了一桩不检点的丑闻，引发了可怕的后果。
一位女邻居将所见所闻告诉给了这5个姐妹的奶奶，除了奶奶，家中还有一个叔叔在抚养着她们，而她们的父母已经离世。奶奶和叔叔对5个女孩的行为很生气，认为这是离经畔道、不检点、不符合穆斯林对女子要求的表现，所以要求她们在家里认真学习如何穿衣、做饭和做家务。可是受到现代教育的她们有自己的思想和追求，她们喜欢看球赛，年龄大的姐姐还在与男友偷偷幽会。
之后奶奶为两位年龄稍长的姐姐安排了定亲并迅速结了婚，其中一对男女是彼此认识且相爱的，然而另一对则是彼此陌生且没有感情基础的结合，他们的结合的结果注定是悲剧的。三姊不久也訂下婚約，但後來自殺。就在四姐將要出嫁之夜，年龄最小的拉蕾终于忍受不了长辈对其姐姐不负责任的婚姻大事的定夺，她与姐姐开车乘车逃到了大城市伊斯坦布尔，暂时找到了教过她们的女老师的住处，以躲避那个如同牢笼的家。

## 角色
- Güneş Şensoy - Lale
- Doğa Doğuşlu - Nur
- Elit İşcan - Ece
- Tuğba Sunguroğlu - Selma
- İlayda Akdoğan - Sonay
- Nihal Koldaş - 祖母
- Ayberk Pekcan - Erol
- Erol Afşin - Osman

## 评价
影片收获广泛好评，烂番茄新鲜度97%；Metacritic上得到82分。

## 奖项
- 第6届Odessa国际影展评审团奖[13]
- 斯德哥尔摩国际影展最佳剧本[14]
- 第41届凯撒奖最佳处女作、最佳原创剧本、最佳剪辑、最佳原创音乐
- 第73届金球奖最佳外语片提名
- 第88届奥斯卡金像奖最佳外语片提名
- 第70届英国电影学院奖最佳外语片提名